# Sani Bečirovič
Sani Bečirovič (Maribor, 19 de maio de 1981) é um ex-basquetebolista profissional esloveno que atualmente é assistente técnico do Panathinaikos Atenas. Em sua carreira como atleta passou por grandes equipes europeias dentre elas: CSKA de Moscovo, Olimpia Milano e o Panathinaikos onde conquistou seu maior título, a Euroliga de 2006-07.